# Diphasia varians
Diphasia varians is een hydroïdpoliep uit de familie Sertulariidae. De poliep komt uit het geslacht Diphasia. Diphasia varians werd in 1922 voor het eerst wetenschappelijk beschreven door Jarvis. 